# Suicidio en animales

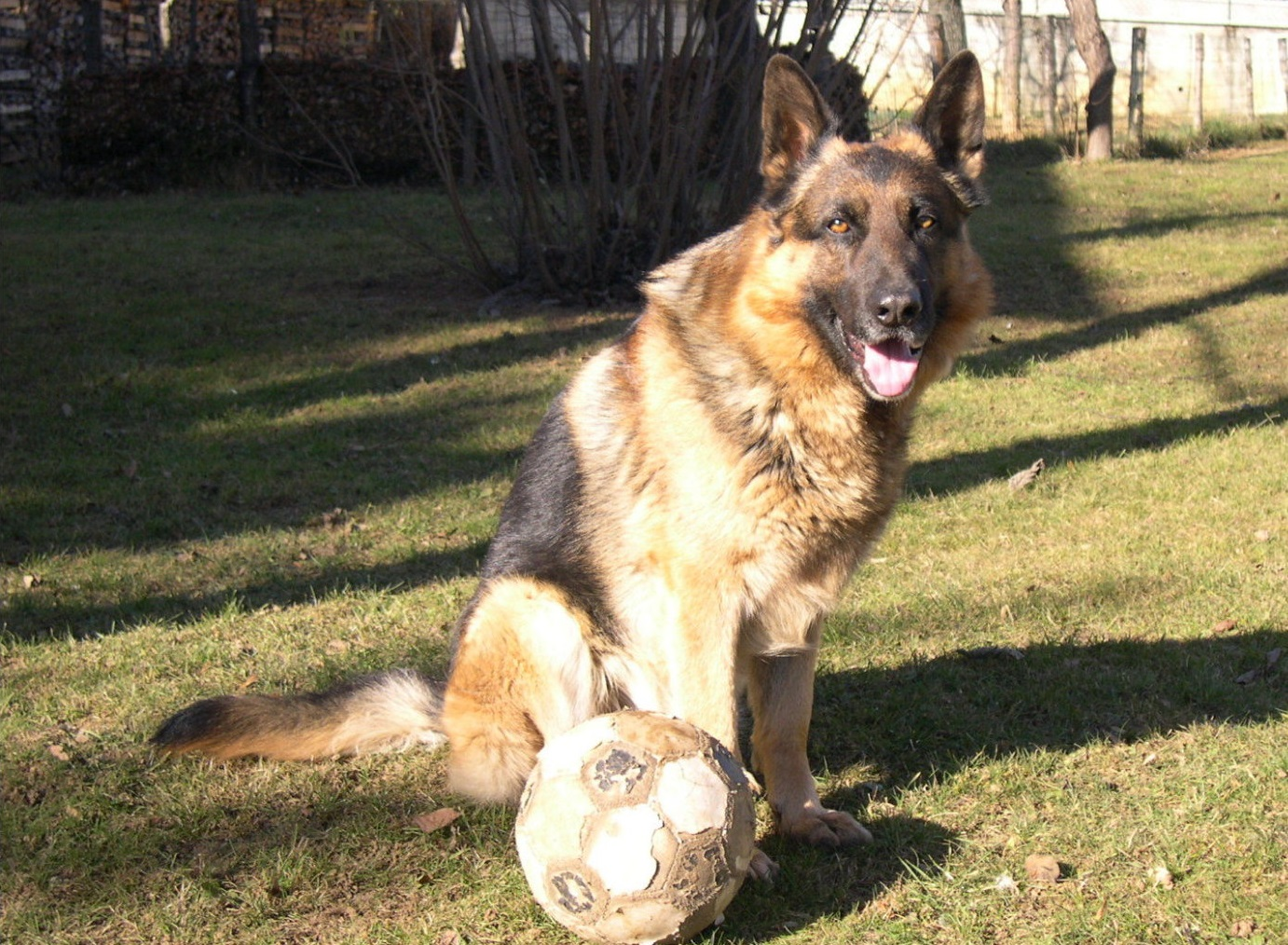
Los perros son algunos de los animales de los que se conoce su predisposición a padecer tendencias suicidas.

El suicidio en animales es la conducta autodestructiva por parte de un animal para acabar intencionalmente con su propia vida, asemejándose así al suicidio en los humanos. Los científicos han sido incapaces de determinar si los animales son capaces de acabar conscientemente con sus propias vidas. Aunque existen reportes anecdóticos de perros, caballos y delfines suicidas, hay poca evidencia concluyente. Existen pocos estudios científicos sobre el suicidio en animales.

## El comportamiento suicida

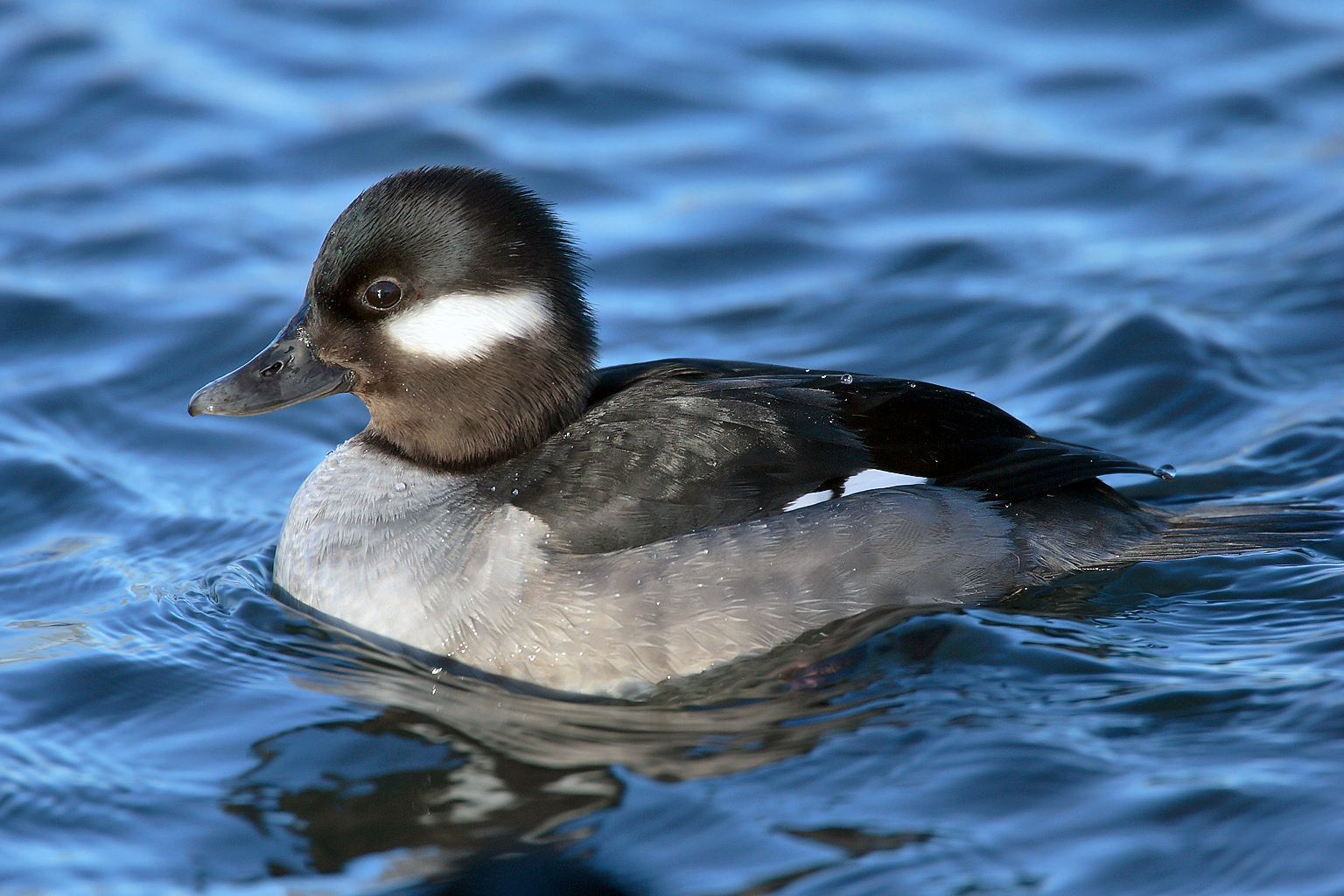
El suicidio ha sido documentado en los patos.

Muchos animales que parecen estar deprimidos o en duelo comienzan a mostrar un comportamiento autodestructivo que a veces termina en la propia muerte. 
En 1845, el Illustrated London News informó de que un perro de Terranova había estado deprimido durante un período de días antes de ser visto "lanzarse al agua y tratar de hundirse". Cada vez que fue rescatado intentó hacerlo de nuevo hasta que finalmente sumergió la cabeza bajo el agua hasta la muerte. Otros perros, así como patos, también se han ahogado a sí mismos. Un pato lo hizo después de la muerte de su compañero. En el Puente Overtoun, en Escocia, según reportes, muchos perros se han provocado la propia muerte. Algunos perros niegan los alimentos después de la muerte de su dueño hasta que mueren. 
El suicidio también ha sido observado en las ballenas. En 2009, 28 vacas y toros misteriosamente se lanzaron por un acantilado en el lapso de tres días. Un ciervo saltó de un acantilado provocándose la muerte con el fin de evitar ser capturado por perros de caza. En 2005, en Turquía, 1.500 ovejas se precipitaron al vacío; unas 400 murieron. El comportamiento suicida se ha observado más en las hembras que en los machos y en los vertebrados más que en los invertebrados.

## Autodestrucción

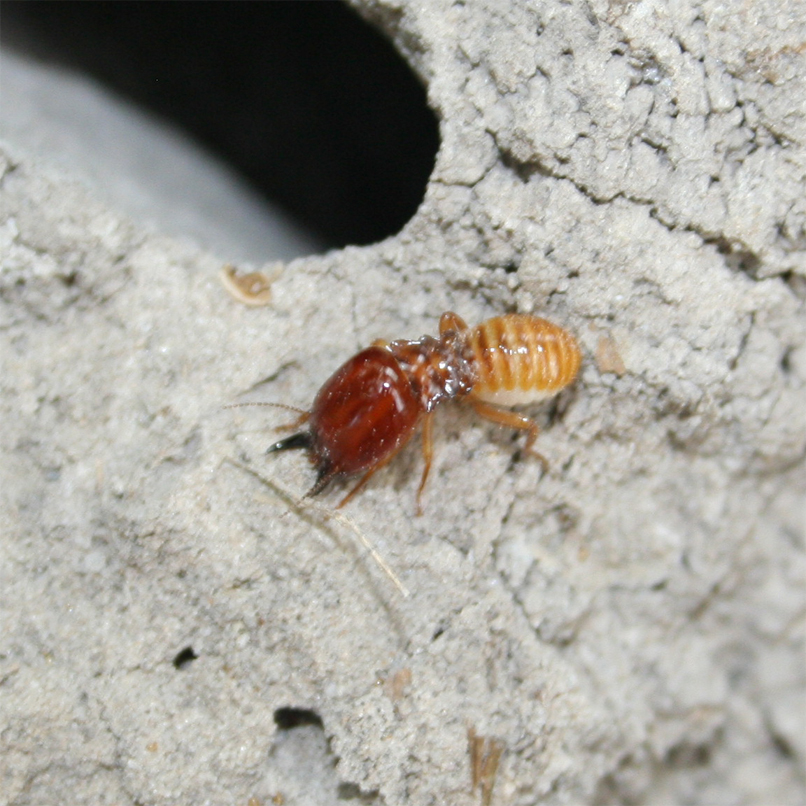
Las termitas inducen la autotisis (explotan) con fines defensivos.

Las hormigas carpinteras y algunas especies de termitas se rompen las glándulas en un proceso llamado autotisis. Las termitas utilizan la autotisis para defender su colonia a través de la ruptura de una glándula que produce una secreción pegajosa con un efecto defensivo. Cuando se ve amenazado por una mariquita, el pulgón del guisante explota matando a la mariquita.

## Suicidio inducido por parásitos y bacterias

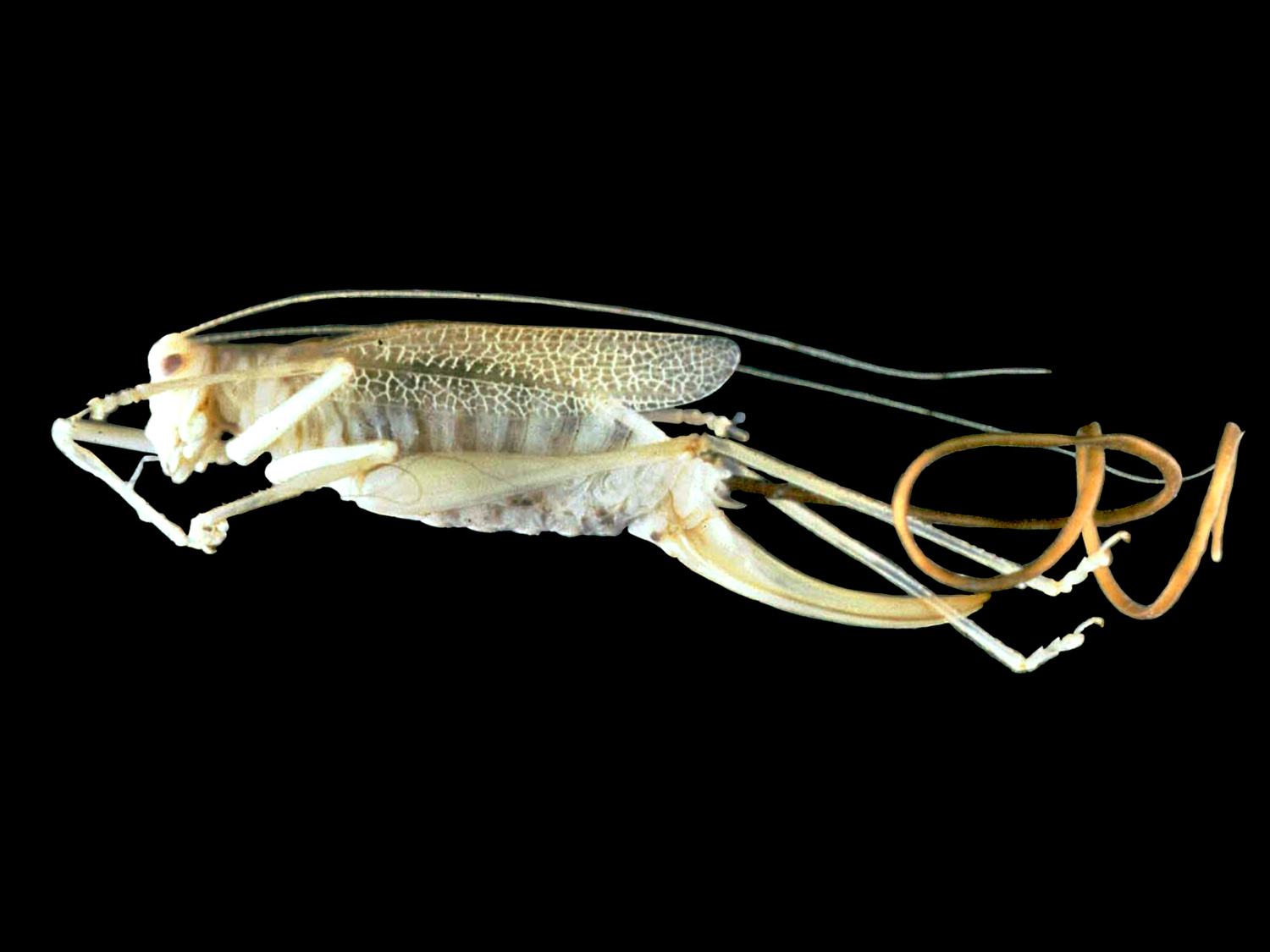
El gusano parásito Spinochordodes tellinii inducirá el suicidio en su grillo huésped para reproducirse en el agua.

Ciertos tipos de parásitos hacen que sus anfitriones se comprometan a la conducta suicida. Un ejemplo destacado es Acanthocephala, que dirigirá a su huésped hacia un depredador con el fin de ser comido por este mismo, su nuevo huésped definitivo. Los gusanos parásitos Spinochordodes tellinii se desarrollan en los saltamontes y los grillos hasta que se cultivan, en cuyo momento causarán a su huésped saltar al agua para su muerte con el fin de que el gusano puede reproducirse en el agua. Sin embargo, S. tellinii sólo hace que su huésped se ahogue cuando el anfitrión está ya cerca del agua en lugar de buscarlo a lo largo de grandes distancias.
Se han observado comportamientos suicidas en Salmonella que, en un intento de vencer a las bacterias rivales, activa una respuesta inmunitaria que también acaba con una parte de ellas. Las hormigas Forelius pusillus también llevan a cabo una defensa suicida: cada tarde, un pequeño grupo de hormigas abandona la seguridad del nido y cierra la entrada desde afuera.
Ciertos tipos de parásitos inducen cambios o incluso comportamientos suicidas en sus huéspedes. Cuando es amenazado por un coccinélido, el Acyrthosiphon pisum puede explotar, esparciendo y protegiendo a otros de su misma especie y, algunas veces, matando al depredador. Ciertas especies de termitas también explotan, produciendo una secreción pegajosa a manera de defensa.
La infección por Toxoplasma gondii se ha demostrado que altera el comportamiento de los ratones y las ratas de forma que se cree que se incrementan las posibilidades de ser depredadas por los gatos de los roedores. Los roedores infectados muestran una reducción de su aversión innata a los olores del gato; mientras que los ratones no infectados y ratas generalmente evitan las zonas marcadas con orina de gato con el gato o el olor corporal, esto se reduce o elimina en los animales infectados. Además, la evidencia sugiere que esta pérdida de aversión puede ser específica para los olores felinos: cuando se le da a elegir entre dos olores de depredadores (gatos o visones), roedores infectados muestran una preferencia significativamente más fuerte para los olores del gato que hacen los controles no infectados.

## Reproducción suicida

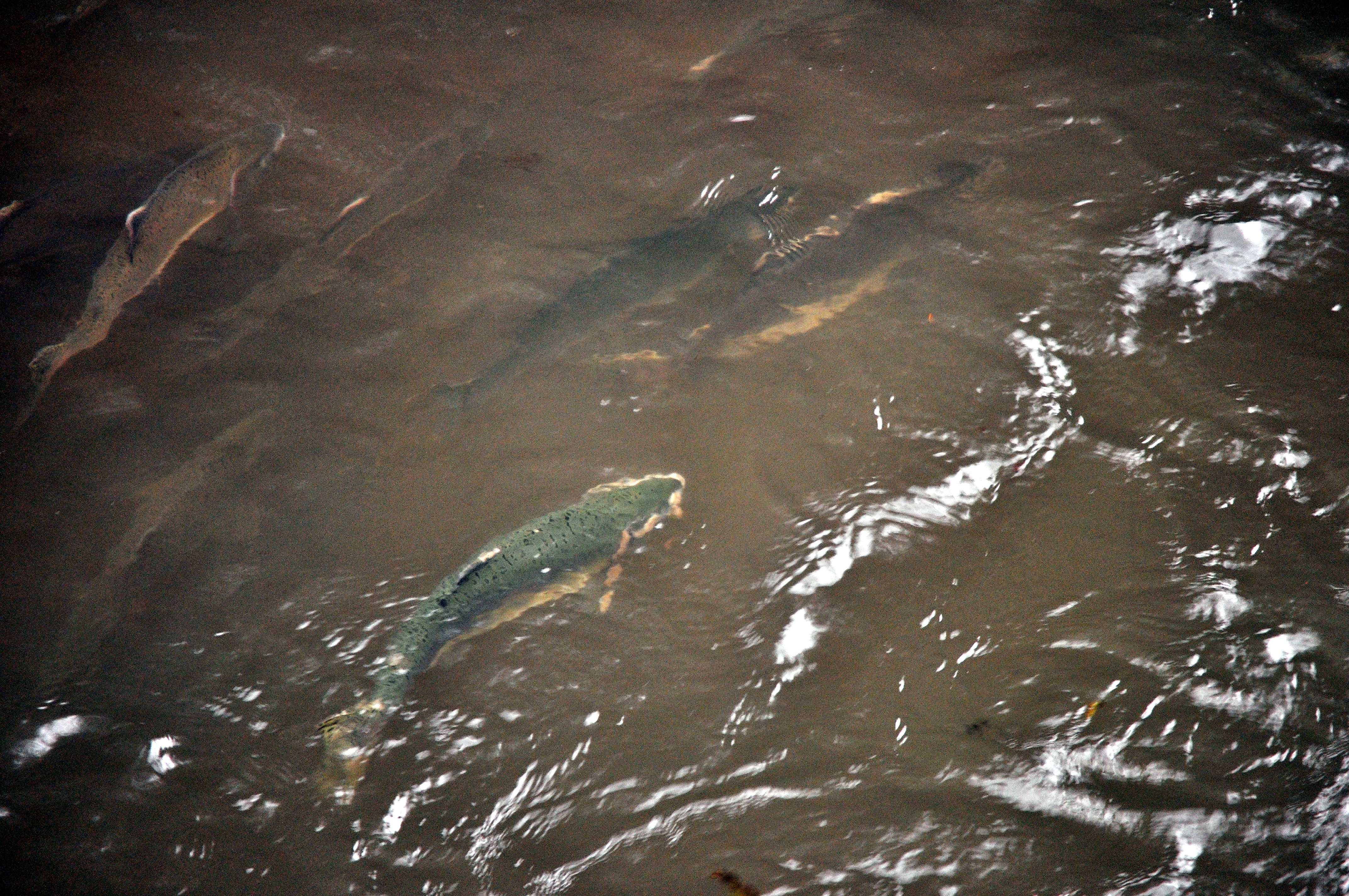
El salmón muere tras el apareamiento.

Algunos animales mueren tras dedicar toda su energía al apareamiento, lo que ayuda a su esperma y a sus genes para reproducirse. Es lo que se conoce como reproducción suicida.
La reproducción suicida es común en la naturaleza. El salmón, los insectos y algunas ranas y lagartos, así como muchas plantas, se reproducen de esta forma. En cambio, en los mamíferos es muy poco frecuente, y solo se da en algunas especies de marsupiales.

## Los lemmings

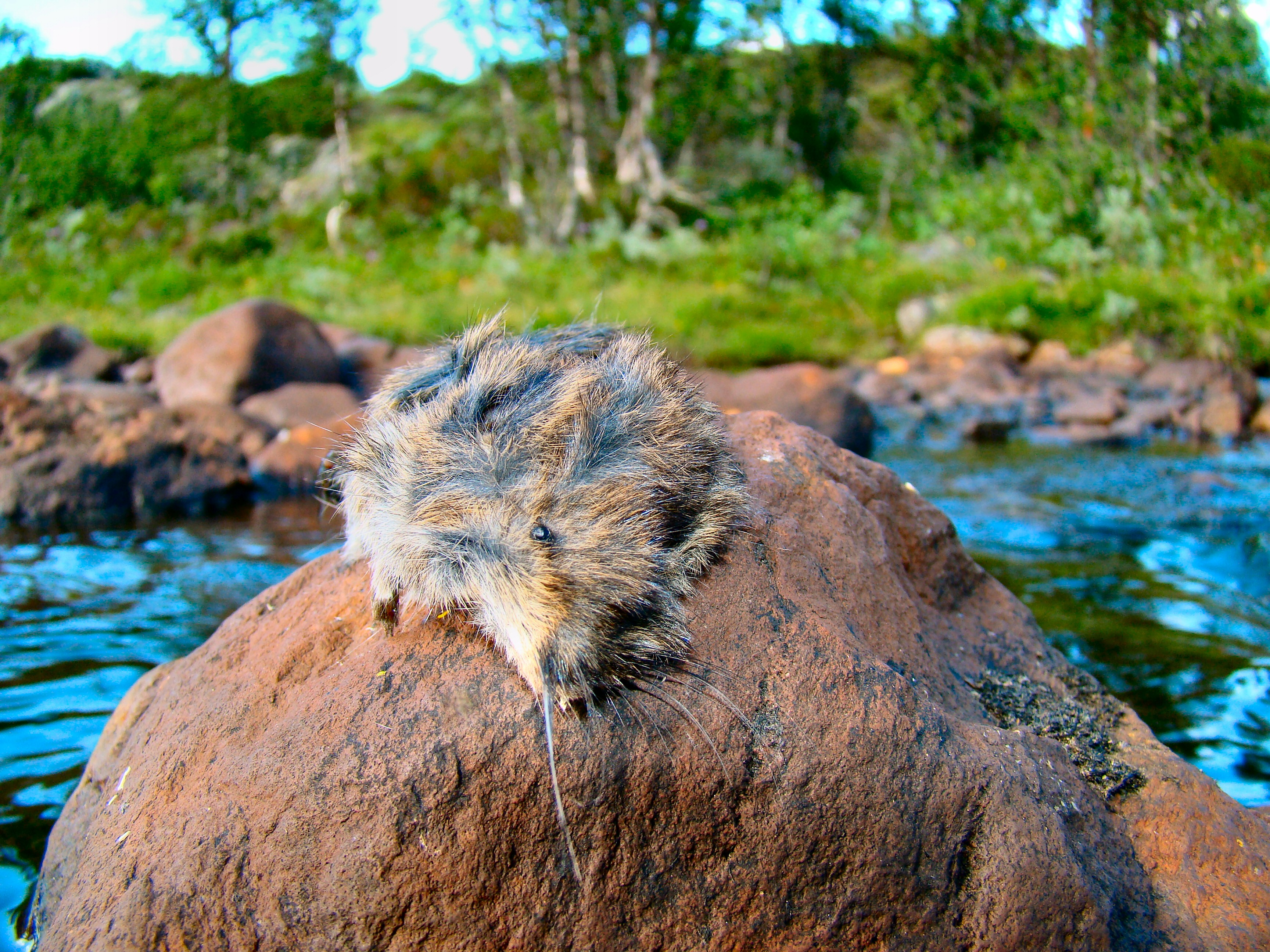
Cuando un gran número de lemmings emigran, algunos de ellos inevitablemente se ahogarán al cruzar ríos y lagos, como éste en Noruega.

Una creencia popular es que el lemmini comete suicidios en masa durante la migración. Este error fue popularizado por primera vez por los medios de comunicación en la década de 1950. Tal vez uno de los factores más influyentes en esta creencia errónea fue el premio de la Academia Disney a la película White Wilderness, que mostró en escena imágenes de lemminis saltando de un acantilado durante la migración.
Especialmente es conocida la leyenda de los lemmings de las costas escandinavas, según la cual se suicidan masivamente, arrojándose al océano, cuando hay una superpoblación de los mismos.